# Budyšínský rukopis
Budyšínský rukopis (pravděpodobně sepsán roku 1420) je sborník veršovaných, prozaických polemických skladeb proti Zikmundovi Lucemburskému. Jeho název je odvozen podle místa nálezu, německého Budyšína.
Autorství rukopisu bývá často neprávem přisuzováno Vavřinci z Březové.
Obsahuje tyto skladby:
Žaloba Koruny českéJsou zde obviněni Zikmund a Kostnický koncil, že jsou příčinou nařčení Čechů z kacířství.
Porok Koruny českéObrací se proti chvatné a protiprávní korunovaci Zikmunda. Porok = výtka.
Hádání Prahy s Kutnou HorouJe zde líčen alegorický spor mezi husitskou Prahou a katolickou Kutnou Horou. Praha je představována jako krásná žena, zatímco Kutná Hora jako nevzhledná. Závěrečné slovo ve sporu má Kristus, který pochvalně hodnotí Prahu, kdežto počínání Kutné Hory mu bylo k nelibosti. Obsah by se dal interpretovat jako Prahu (husity) vs. Kutnou Horu (katolíky). Autor sympatizuje s Prahou.